# Emilia Lillemo
Emilia Lillemo, född 5 januari 2000, är en svensk friidrottare som främst tävlar i hinderlöpning.

## Karriär
Lillemo har två individuella SM-guld, fem SM-silver och ett SM-brons. I september 2023, på Finnkampen 2023 sprang hon 3 000 meter hinder på tiden 9.33,25, vilket placerade henne på en andra plats i Sverige genom tiderna.